# Boninosuccinea ogasawarae
Boninosuccinea ogasawarae é uma espécie de gastrópode  da família Succineidae.
É endémica do Japão.